# Gemma Augustea
La Gemma augustea ou gemme Auguste est une sardonyx à deux couches. Le camée couramment appelé Gemma augustea est l'un des chefs-d'œuvre de la glyptique du Ier siècle apr. J.-C. Il a été taillé dans une pierre d'onyx à double couche, blanche et bleu très foncé, aux environs de l'an 10, par un artiste qui pourrait être Dioscoride d'Aegeae en Cilicie ou l'un de ses disciples. Il mesure 19,05 cm de hauteur - 22,86 cm de largeur - 1,27 cm d'épaisseur. Il se trouve actuellement au Kunsthistorisches Museum de Vienne.

## Histoire
La gemma Augustea a fait partie des trésors impériaux, puis ecclésiastiques. 
« Ce chef-d’œuvre, longtemps dans le trésor de Saint-Sernin de Toulouse, tenta le pape Paul II à ce point que, pour le posséder, il offrit vainement de faire construire à ses frais un pont sur la Garonne. François Ier, ayant pu l’admirer à son passage à Toulouse (1533), l’offrit à Clément VII, en dépit des résistances des capitouls ; le camée ne parvint pas, du reste, au pontife, prit le chemin de Fontainebleau, où les Ligueurs le volèrent en 1590 ; passé en Italie, il fut apparemment vendu à l'empereur Rodolphe II. 
La légende veut qu’il ait été donné avec des reliques à l'abbaye par Charlemagne ; mais il est possible que ce cadeau magnifique provienne du comte de Toulouse Raimond de Saint-Gilles, qui l'aurait rapporté de Constantinople après la première croisade. »
Henri Ramet, Histoire de Toulouse.

## Description
Le décor du camée se rapporte à l'un des triomphes germaniques de Tibère. On voit Auguste représenté allégoriquement sous les traits de Jupiter. Ce camée se compose de 2 registres.

### Registre supérieur

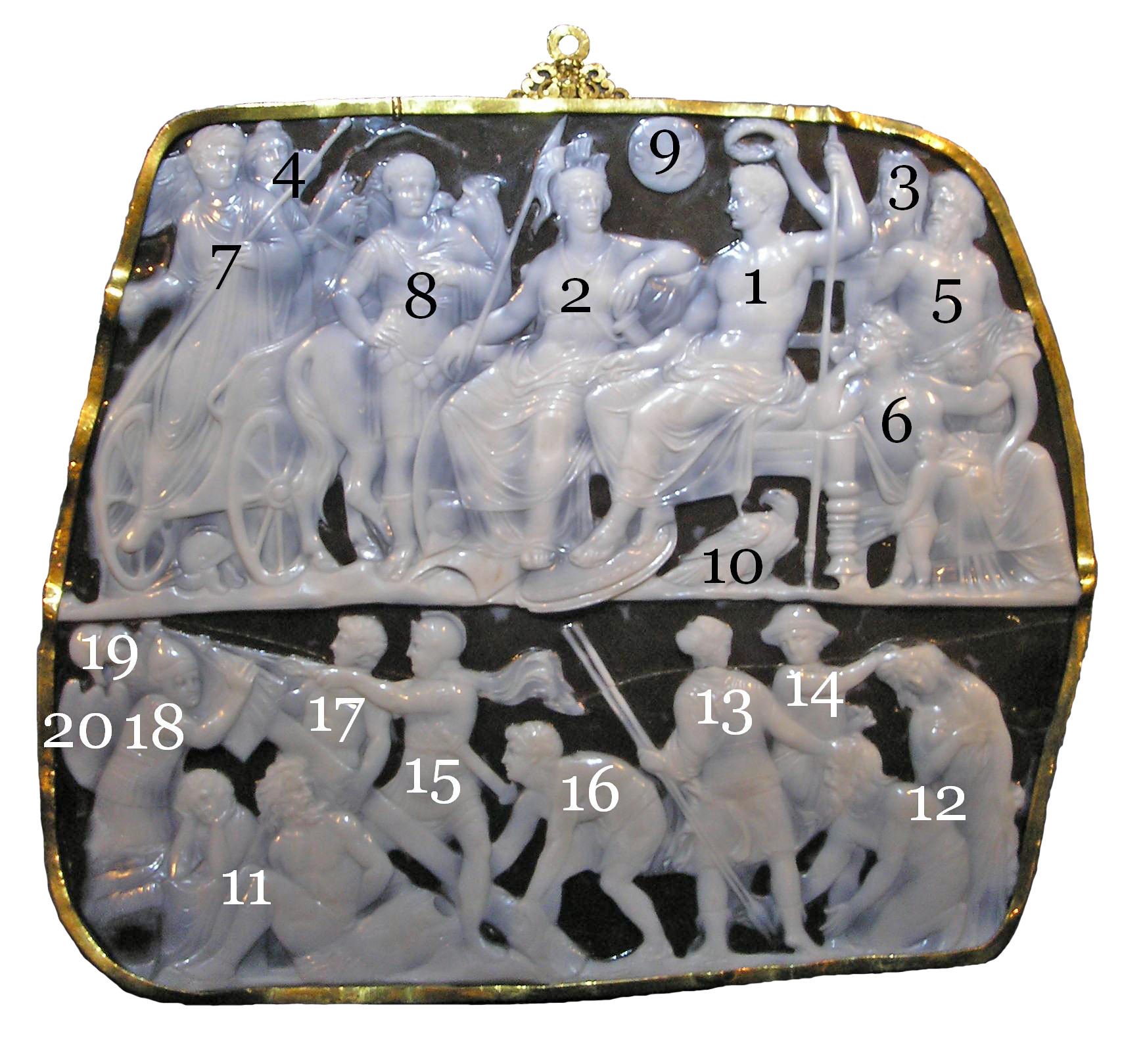
Gemma Augustea avec références numérotées

Dans le registre supérieur sont présentées les divinités, accompagnées d'Auguste (1) et de Tibère (7). Auguste est assis à côté de la déesse Roma (personnification de la cité qu'il a sauvée de la guerre civile). Roma (2) porte le casque de l'Athéna Parthénos et elle regarde l'empereur vers qui le regard de tous les personnages se fixe. Le visage d'Auguste se détache de tous les autres, car c'est le seul qui est représenté de profil. Roma tient une lance dans la main droite ; elle effleure son épée de la main gauche et a le pied appuyé sur un bouclier ennemi afin de montrer qu'il n'y a pas de guerre et donc la paix.
Auguste est représenté ici comme triomphateur et non comme un lutteur. La partie supérieure centrale du camée est évidemment la plus intéressante : assis de profil, Auguste divinisé est représenté sous les traits de Jupiter avec l'aigle à ses pieds. Derrière lui, l'allégorie de l'Oikoumène  (l'ensemble de la terre habitée) (3) le couronne de la corona civica à feuilles de chêne pour le remercier d'avoir sauvé la vie de nombreux citoyens romains. Il est assis à côté de la déesse Roma, qu'il a en effet sauvée de la guerre civile. Le bâton d'augure (lituus) qu'il tient dans sa main gauche peut suggérer qu'il a annoncé les victoires de Tibère (mais que celui-ci, ayant vaincu sous ses auspices, continue à lui céder le premier rang), tandis que le Capricorne situé au-dessus de sa tête rappelle le jour faste de sa conception, un 23 décembre, et donc sa prédestination. Ces détails mythologiques et religieux additionnés lui donnent donc, avant même sa mort, l'allure d'une nouvelle divinité.
Dans la partie gauche du registre, un homme à la tête couronnée de lauriers descend d'un char à deux chevaux (un bige) conduit par une déesse qui pourrait être la Victoire. Il apparaît donc comme un général recevant officiellement le triomphe à Rome à son retour de campagne. Sans doute s'agit-il de Tibère, mais il n'a pas forcément mis un terme définitif à la campagne militaire qu'il est en train de mener dans les terres du Nord. À côté de Roma, le jeune Germanicus apparaît en tenue militaire (8). À droite, on retrouve les allégories de l'Écoumène (3) couronnant Auguste, l'Océan (5) et l'Italie (6) portant la bulla, symbole des enfants nés libres.

### Registre inférieur
Dans la moitié inférieure du camée, des soldats romains érigent un trophée d'armes, pour célébrer la victoire qu'ils viennent de remporter sur des Barbares assis à leurs pieds. Les cheveux longs du prisonnier suggèrent qu'il s'agit d'un Celte ou d'un Germain, en tout cas d'un homme du nord. Le scorpion, signe zodiacal de Tibère, gravé sur le bouclier (20), identifie l'épisode de la victoire sur les Illyriens en l'an 9 av. J.-C.